# 1000 Hurts
| Оценки критиков | Оценки критиков |
| Источник        | Оценка          |
| --------------- | --------------- |
| Allmusic        | [ 1 ]           |
| NME             | [ 2 ]           |
| Pitchfork Media | (8.3/10)        |
| Rolling Stone   | [ 4 ]           |

1000 Hurts — третий студийный альбом американской нойз-рок группы Shellac, выпущенный 31 июля 2000 года. В каталоге записей Shellac, этот альбом имеет порядковый номер 11. В промоматериалах к альбому, участники шутливо описывали альбом следующим образом: «На нём нет 12-минутных песен. Эта запись более злая духом. Тодд поёт».

## Об альбоме
Обложка альбома является прямой отсылкой к упаковкам устаревших аудиолент Ampex. Группа известна своей любовью к аналоговым принципам записи и они давно являются поклонниками продукции фирмы Ampex. Более того — слова, которые произносятся в начале аудиозаписи, также являются отсылкой к аналоговым методам аудиозаписи — подобные предложения записывались на калибровочные кассеты Magnetic Reference Laboratories.
Название «1000 Hurts» заключает в себе также игру слов, эту строку можно воспринять, как «1000 Hertz» (рус. 1000 герц). На такую игру слов намекает прежде всего осциллограф, изображённый во внутренней части оформления пластинки.
Журнал Rockfeedback назвал «1000 Hurts» альбомом года.
Композиция «Shoe Song» является отсылкой к композиции группы Slint под названием «Good Morning, Captain» с их альбома Spiderland.

## Список композиций
| №  | Название        | Длительность |
| -- | --------------- | ------------ |
| 1. | «Prayer to God» | 2:50         |
| 2. | «Squirrel Song» | 2:38         |
| 3. | «Mama Gina»     | 5:43         |
| 4. | «QRJ»           | 2:52         |
| 5. | «Ghosts»        | 3:36         |

| №   | Название              | Длительность |
| --- | --------------------- | ------------ |
| 6.  | «Song Against Itself» | 4:13         |
| 7.  | «Canaveral»           | 2:38         |
| 8.  | «New Number Order»    | 1:39         |
| 9.  | «Shoe Song»           | 5:17         |
| 10. | «Watch Song»          | 5:25         |

## Участники записи
Shellac
- Стив Альбини — гитара, вокал
- Боб Вестон — бас-гитара, вокал
- Тодд Трэйнер — ударные, вокал

Производство
- Билл Скибб — звукоинженер аудиозаписи
- Роб Бочник — звукоинженер аудиозаписи
- Грег Норман — звукоинженер аудиозаписи
- Джон Лодер — мастеринг
- Стив Рук — мастеринг